# Август Гейзенберг
Август Гейзенберг (нім. August Heisenberg; 13 листопада 1869, Оснабрюкк — 22 листопада 1930, Мюнхен) — німецький історик і філолог, візантолог.

## Біографія
Вивчав класичну філологію в університеті Марбурга (1886-1889). У Мюнхені став учнем професора Карла Крумбахера. У 1894 р. захистив у Мюнхені докторську дисертацію. У 1898 і 1899 р. зробив дві наукові поїздки в Італію та Грецію для вивчення візантійських рукописів. У 1901 р. отримав посаду доцента середньо-і новогрецької філології у Вюрцбурзькому університеті, де викладав до 1908 р. як почесний професор. У 1910 р. після смерті Карла Крумбахера зайняв його місце в Мюнхенському університеті як професор а візантиністики і головного редактора «Byzantinische Zeitschrift». Почесний член Імператорської Академії наук у Санкт-Петербурзі з 1913 р.
А. Гейзенберг — батько фізика Вернера і хіміка Ервіна Гейзенбергів.

## Праці

### Видання
- Nicephori Blemmydae curriculum vitae et Carmina. Leipzig, 1896. (BSGRT).
- Georgii Acropolitae Opera. Leipzig, 1903; Stuttgart, 1978r. 2 Bd.
- Nikolaos Mesarites. Die Palastrevolution des Johannes Komnenos. Würzburg, 1907.

### Твори
- Grabes-Kirche und Apostel-Kirche: zwei Basiliken Konstantins II. Leipzig. 1908. 2 Bde.
- Dialekte und Umgangssprache im Neugriechischen. München, 1918;
- Das Byzantinische Reich // Propyläen-Weltgeschichte. München, 1932, Bd. 2;
- Quellen und Studien zur spätbyzantinischen Geschichte: gesammelte Arbeiten / Hrsg. H.-G. Beck. London, 1973.